# Tillatoba
Tillatoba – miasto w Stanach Zjednoczonych, w stanie Missisipi, w hrabstwie Yalobusha.